# Kissister congoensis
Kissister congoensis är en skalbaggsart som beskrevs av Louis Burgeon 1939. Kissister congoensis ingår i släktet Kissister och familjen stumpbaggar. Inga underarter finns listade i Catalogue of Life.